# Grotte de l'Abîme
De Grotte de l'Abîme (letterlijk Grot van de afgrond) of Grotte de Comblain is een kalksteengrot bij Comblain-au-Pont in de provincie Luik in België. De 'afgrond' die de ingang van de grot vormt is zo'n 22 meter diep en is toegankelijk via de straat Rue de la Grotte. 
De grot werd in 1900 bij toeval ontdekt toen de hond van een inwoner uit het dorp in een gat in de grond viel, en daardoor in de grot terechtkwam. Dit ongeluk trok de aandacht van speleologen die gingen graven en de vele zalen toegankelijk gemaakt hebben.
De grot is overwegend verticaal en er zijn veel trappen die afgelopen moeten worden. Een deel van de grot is opengesteld en voert in zo'n 75 minuten langs galerijen en zaaltjes met stalactieten, stalagmieten, druipsteengordijnen en andere formaties die in diverse kleuren en met goede verlichting mooi tot uiting worden gebracht. De grot is gedurende miljoenen jaren gevormd door regen waardoor de druipstenen gevormd zijn.
In de grot overwinteren vleermuizen.